# Manfred Herrmann
Manfred Herrmann (Jaworzyna Śląska (em alemão: Königszelt), 14 de novembro de 1932 – Köln, 15 de novembro de 1997) foi um matemático alemão.
Em consequência da Segunda Guerra Mundial Herrmann foi residir em Halle (Saale) e em 1951 começou a estudar matemática e física na Universidade de Halle-Wittenberg, onde obteve em 1958 um doutorado, orientado por Ott-Heinrich Keller e Wolfgang Engel, com a tese Primteiler Höherer Art im Rationalen Funktionenkörper von n Veränderlichen und ihr Verhalten bei Cremona-Transformationen. Obteve a habilitação em 1963. De 1970 a 1978 foi professor na Universidade Humboldt de Berlim e seguiu em 1979 para a Universidade de Colônia.
Em 1976 foi eleito membro da Academia Leopoldina.

## Obras
- com S. Ikeda, U. Orbanz: Equimultiplicity and blowing up. An algebraic study. Springer, Berlim 1988.
- com L. Stammler, U. Sterz: Geometrie auf Varietäten (= Hochschulbücher für Mathematik. Volume 73). Deutscher Verlag der Wissenschaften, Berlim 1975.
- com Rolf Schmidt, Wolfgang Vogel: Theorie der normalen Flachheit. Teubner, Leipzig 1977 (Teubner-Texte zur Mathematik).